# Robliza de Cojos
Robliza de Cojos és un municipi de la província de Salamanca a la comunitat autònoma de Castella i Lleó. Limita al Nord amb Tabera de Abajo i Canillas de Abajo, a l'Est amb Calzada de Don Diego, al Sud amb Matilla de los Caños del Río i a l'Oest amb Aldehuela de la Bóveda.

## Demografia
| 1991 | 1996 | 2001 | 2004 |
| ---- | ---- | ---- | ---- |
| 239  | 194  | 216  | 223  |